# Unterseeboot 3523
L'Unterseeboot 3523 ou U-3523 est un sous-marin allemand (U-Boot) de type XXI utilisé par la Kriegsmarine pendant la Seconde Guerre mondiale.
Il est commandé le 6 novembre 1943 à Danzig (Schichau-Werke), sa quille posée le 7 octobre 1944, il est lancé le 14 décembre 1944 et mis en service le 23 janvier 1945, sous le commandement de l'Oberleutnant zur See Willi Müller.
L'U-3523 n'a ni coulé, ni endommagé de navire, n'ayant pris part à aucune patrouille de guerre.
Il est coulé par la Royal Air Force dans le Skagerrak en mai 1945.

## Conception
Unterseeboot type XXI, l'U-3523 avait un déplacement de 1 621 tonnes en surface et 1 819 tonnes en plongée. Il avait une longueur hors-tout de 76,70 mètres, un maître-bau de 8,0 mètres, une hauteur de 11,30 mètres et un tirant d'eau de 6,32 mètres. Le sous-marin était propulsé par deux hélices, deux moteurs Diesel MAN SE M6V40/46KBB de 6 cylindres en ligne de 4 000 ch produisant un total de 2 900 kW en surface, de deux moteurs électriques Siemens-Schuckert GU365/30 à double effet de 5 000 ch (4 100 kW), ainsi que de deux moteurs électriques Siemens-Schuckert GV232/28 pour la marche silencieuse de 226 ch (166 kW).
Le sous-marin avait une vitesse en surface de 15,6 nœuds (28,9 km/h) et une vitesse de 17,2 nœuds (31,9 km/h) en plongée. Immergé, il avait un rayon d'action de 340 milles marins (630 km) à cinq nœuds (9,3 km/h; 5,8 milles par heure) et pouvait atteindre une profondeur de 280 mètres. En surface son rayon d'action était de 15 500 milles nautiques (soit 28 700 km) à 10 nœuds (19 km/h; 12 milles par heure). Sa capacité de gasoil était de 250 tonnes et ses batteries se composaient de 372 éléments 44 MAL 730 (33 900 Ah).
L'U-3523 était équipé de six tubes lance-torpilles de 533 mm et embarquait 23 torpilles en réserve ainsi que 12 mines TMC. Il était équipé de deux canons jumelés de 20 mm antiaérien en deux tourelles à l'avant et à l'arrière du kiosque. Son équipage comprenait 5 officiers et 52 sous-mariniers.

## Historique
Il suit sa période d'entraînement au sein de la 5. Unterseebootsflottille basé à Kiel.
Étant toujours en formation à la fin de la guerre, il n’a jamais pris part à une patrouille ni à un combat.
L'U-3523 est coulé le 6 mai 1945 à 18 h 39 dans le Skagerrak à 10 milles marins au nord-est de Skagen, au Danemark, par des charges de profondeur d'un bombardier britannique B-24 Liberator du 86e Escadron / G de la RAF. Les 58 membres d'équipage meurent dans cette attaque.
Le B-24 de la RAF rapporte avoir coulé le sous-marin à la position géographique 57° 52′ N, 10° 49′ E. 
En avril 2018, l'épave est retrouvée à 123 mètres de fond par des explorateurs du Sea War Museum Jutland (Musée de la guerre de la mer du Jutland), à Thyborøn. Elle se trouve à neuf milles nautiques (16,6 km) de la position indiquée 73 années plus tôt. Des images radar prises depuis le navire océanographique Vina montre que la proue est enfoncée dans le plancher océanique, vingt mètres de poupe du sous-marin sont visibles.
Les rumeurs relatives à l'U-3523 sont nombreuses. Des hauts fonctionnaires allemands envisageaient de fuir vers l’Amérique du Sud. Ils auraient embarqué des lingots d’or et des œuvres d’art à bord de ce submersible. De telles affirmations sont infondées.

## Affectations
- 31. Unterseebootsflottille du 23 janvier 1945 au 6 mai 1945 (Période de formation).

## Commandement
- Oberleutnant zur See Willi Müller du 23 janvier 1945 au 6 mai 1945.